# Воля-Здаковська
Воля-Здаковська (пол. Wola Zdakowska) — село в Польщі, у гміні Ґавлушовиці Мелецького повіту Підкарпатського воєводства.
Населення — 500 осіб (2011).
У 1975-1998 роках село належало до Ряшівського воєводства.

## Демографія
Демографічна структура станом на 31 березня 2011 року:
|          | Загалом | Допрацездатний вік | Працездатний вік | Постпрацездатний вік |
| -------- | ------- | ------------------ | ---------------- | -------------------- |
| Чоловіки | 247     | 49                 | 174              | 24                   |
| Жінки    | 253     | 63                 | 135              | 55                   |
| Разом    | 500     | 112                | 309              | 79                   |